# Manfred Schumann
Manfred Schumann   (Hannover, 7 de febrer de 1951) és un atleta i pilot de bob alemany, ja retirat, que va competir sota bandera de la República Federal Alemanya durant la dècada de 1970.
Schumann s'inicià en l'atletisme, on destacà en les curses de tanques. El 1972 guanyà la medalla de plata dels 50 metres tanques al Campionat d'Europa d'atletisme en pista coberta que es va disputar a Grenoble. Aquell mateix any va prendre part en els Jocs Olímpics d'Estiu de Múnic, on quedà eliminat en sèries en la cursa dels 110 metres tanques del programa d'atletisme. També el 1972 establí dos rècords mundials en pista coberta en els 60 metres tanques.
Amb tot, els seus èxits esportius més importants els aconseguí en el bobsleigh. El 1976 va prendre part en els Jocs Olímpics d'Hivern d'Innsbruck, on disputà les dues proves del programa de bobs. Guanyà la medalla de plata en la prova del bobs a dos, formant parella amb Wolfgang Zimmerer, i la de bronze en la de bobs a quatre, formant equip amb Wolfgang Zimmerer, Peter Utzschneider i Bodo Bittner. En el seu palmarès també destaca una medalla d'or, una de plata i una de bronze al Campionat del món de bob.